# Koç
Koç (kotʃ) ist ein türkischer männlicher Vorname und Familienname mit der Bedeutung „der Widder“.

## Namensträger

### Familienname
- Ali Koç (* 1967), türkischer Fußballfunktionär und Geschäftsmann
- Anıl Koç (* 1995), belgisch-türkischer Fußballspieler
- Atilla Koç (* 1946), türkischer Beamter und Politiker
- Cengiz Koç (* 1977), deutscher Boxer
- Ceren Koç (* 1993), türkische Schauspielerin
- Ekin Koç (* 1992), türkischer Schauspieler
- Enes Koç (* 2005), türkischer Fußballspieler
- Ertan Koç (* 1987), türkischer Fußballspieler
- Fehmi Koç (* 2003), türkischer Fußballspieler
- Filiz Koç (* 1986), deutsch-türkische Fußballspielerin
- Gülcihan Koç (* 1965), türkische alevitische Sängerin
- Meryem Koç (* 1996), türkische Fußballtorhüterin
- Mustafa Koç (1960–2016), türkischer Unternehmer
- Oğuzhan Koç (* 1985), türkischer Popmusiker und Schauspieler
- Okan Koç (* 1982), türkischer Fußballspieler
- Rahmi Koç (* 1930), türkischer Unternehmer
- Savaş Koç (* 1963), türkischer Fußballspieler
- Serhat Koç (* 1990), niederländisch-türkischer Fußballspieler
- Süleyman Koç (* 1989), deutsch-türkischer Fußballspieler
- Sümeyra Koç (* 1987), türkische Schauspielerin
- Vehbi Koç (1901–1996), türkischer Unternehmer
- Yeliz Koç (* 1993), türkische Reality-TV-Teilnehmerin

## Weiteres
- Koç Holding, eine türkische Unternehmensgruppe
- Koç Üniversitesi, private Universität in Istanbul, Türkei